# 21614 Грочовскі
21614 Грочовскі (21614 Grochowski) — астероїд головного поясу, відкритий 10 травня 1999 року.
Тіссеранів параметр щодо Юпітера — 3,530.